# Hans Kels der Ältere

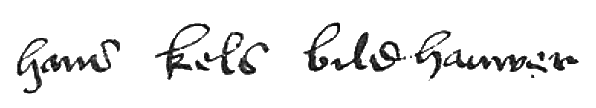
Unterschrift Hans Kels Bildhauwer, 1507

Hans Kels (Kehls, Khels, Kelchs, Keltz, Käls) der Ältere (* um 1480 bis 1485 in Kaufbeuren; † um 1559 in Kaufbeuren) war ein deutscher Bildhauer, Bildschnitzer und Medailleur.

## Leben
Hans Kels der Ältere wurde sehr wahrscheinlich als Sohn von Hans Kels „dem Alt“ geboren, der in den Kaufbeurer Steuerbüchern bereits in den Jahren 1479 bis 1500 erwähnt wurde. Erstmals urkundlich erfasst wurde Hans Kels der Ältere im Jahre 1507 bei seiner Aufnahme in die Kaufbeurer Kramerzunft, in der auch die ortsansässigen Bildhauer und Maler organisiert waren, wobei sein Name vor dem des ebenfalls in diesem Jahre dort eingeschriebenen Jörg Lederer steht. Dass sich in den Ratsprotokollen der vorausgehenden Zeit kein entsprechendes Aufnahmegesuch in den Bürgerverband findet, spricht ebenfalls dafür, dass er gebürtiger Kaufbeurer war. Am 22. Dezember 1507 quittierte er eine im Namen von Maximilian I. für etliche Bilder erhaltenen Zahlung über 5 Gulden 2 Schillinge. Um 1508 heiratete er Anna, geborene Müller, mit der er fünf Kinder hatte:
- Hans Kels der Jüngere, Bildschnitzer und Medailleur, später in Augsburg (* um 1508 bis 1510)
- Georg Kels, Schuhmacher, später in Waalhaupten und Breslau (* um 1511/12)
- Veit Kels, Bildschnitzer und Medailleur, später in Augsburg (* um 1513/14)
- Anna Kels, verheiratet mit dem Schuhmacher und Zunftobmann Jörg Mimmeler, Kaufbeuren
- Ursula Kels, verheiratet mit dem Maurermeister Jörg Allgewer, Augsburg.

Seine Söhne Hans Kels der Jüngere und Veit Kels erhielten ihre kunsthandwerkliche Erstausbildung in der väterlichen Werkstatt.
Für 1514 ist Hans Kels als Grundeigentümer an der oberen Bleiche und 1531 als Hauseigentümer im Gayssengässelin (heute: Kaisergäßchen) nachweisbar. Nach dem Tod seiner Frau Anna (zwischen 1546 und 1550) heiratete er um 1550 ein zweites Mal. Letztmals erscheint er urkundlich am 5. November 1558 anlässlich der Beendigung einer Pflegertätigkeit (Vormundschaft).
Am 20. November und 4. Dezember 1559 verkauften Jörg Mimmeler und Anna Kels mit Vollmacht der Geschwister Kels, jedoch ohne Nennung der Witwe und des ältesten Sohnes Hans Kels, zwei Häuser von Hans Kels dem Älteren im Gayssengässelin, und am 8. Dezember 1559 erhob der Stadtrat von den Erben Nachsteuer. Dies macht das Todesjahr 1559 für Hans Kels den Älteren wahrscheinlich.

## Werk

### Merkmale seines Werks
In einer ersten Schaffensperiode von ungefähr 1500 bis 1520 brachte Hans Kels der Ältere Schnitzfiguren im Geiste der Gotik und mit überwiegend sakraler Bestimmung hervor.
Auffällig ist das Fehlen von ihm zugeschriebenen Kunstwerken in der Zeit von 1520 bis 1530. In dieser Zeit müsste eine drastische Entwicklung vom Bildhauer mittelformatiger Skulpturen hin zum manieristischen Schnitzer kleinformatiger profaner Reliefkunst im Geiste der Renaissance stattgefunden haben. Denkbar ist, dass religiöse und sozioökonomische Veränderungen Kaufbeurens in dieser Zeit den „konventionellen“ Künstler Kels überflüssig machten oder zumindest desorientierten und erst die erneute künstlerische Selbstfindung, möglicherweise gefördert durch Impulse aus der benachbarten „Renaissancestadt“ Augsburg, zu seiner künstlerischen Wiedergeburt führte. Bemerkenswerterweise fiel letztere mit dem Beginn der Augsburger Phase Hans Kels' des Jüngeren zusammen.
Als Höhepunkt des Schaffens von Hans Kels dem Älteren wird regelmäßig das Brettspiel für den „Langen Puff“ von 1537 genannt, zu dem Franz Ludwig von Baumann recht undifferenziert und pauschal konstatierte, dass es „zum schönsten gehört, was die Renaissance hervorgebracht hat.“ Es ist signiert mit „HS KELS ZV KAVFBEIREN“. Theodor Hampe hebt hervor, dass er Hans Kels den Älteren für den „unzweifelhaften Schöpfer des weltberühmten Wiener Spielbrettes“ hält. In der bisherigen kunsthistorischen Diskussion wurde jedoch neben Kels' notwendiger Entwicklung zum manieristischen Miniaturschnitzer nicht erörtert, ob der Künstler im Entstehungsjahr 1537 noch die erforderliche Sehschärfe und sichere Hand für solche Schnitzereien gehabt hat. Ein Zusammenwirken mit seinen Söhnen Hans Kels dem Jüngeren und Veit Kels, das Hampe bei der gegebenen stilistischen und kunsthandwerklichen Homogenität des Werkes lediglich als eine Möglichkeit betrachtet, wäre eine realistische Annahme, die den Gedanken an eine „Marke Hans Kels“ mit einem hausinternen System konsistenter Arbeitsteilung und gegenseitiger Qualitätskontrolle nahelegt.
Sabine Haag fasst den aktuellen Forschungsstand mit folgenden Worten zusammen:

„Die Abgrenzung der Werke von Vater und Sohn Hans Kels ist nicht immer gesichert und bedarf einer kritischen Überprüfung.“

### Einzelne Werke
- Kruzifix, Pfarrkirche Mariä Himmelfahrt, Imst (1500/1503)[9]
- Bildnis Kaiser Maximilians I. aus Schloss Ambras, Bayerisches Nationalmuseum (Ist das eines der Innsbrucker Bildnisse von 1507?)[10]
- Pieta, Kunstpalast Düsseldorf (um 1515)[11]
- St. Nikolaus, Pfarrkirche St. Nikolaus, Bernbeuren (um 1510–1520)[12]
- Hochaltar, Wallfahrtskirche Maria-Rain, Mittelberg (1519), zusammen mit Jakob Schick, Kempten; barocke Rahmung von Johann Peter Heel (1760)
- Vier Gedenktafeln („vier gülden stain“)[4] für Maximilian I., seinen Sohn Philipp I. von Österreich/Kastilien und dessen Söhne Karl V. und Ferdinand I. in der ehemaligen Dominikanerkirche St. Magdalena, Augsburg (1519/1520)
- König aus einer Anbetungsgruppe, Stadtmuseum Kaufbeuren (um 1520)[13]
- Hl. Koloman, Muttergottes und hl. Apollonia, Kirche St. Coloman (um 1520),[14] diese Bildnisse markieren den Ausklang der Gotik im Allgäu
- Spielsteine mit den Porträts von König Ferdinand I. und Louise von Savoyen, Landesmuseum Württemberg (um 1530)[15][16]
- Brettspiel für den „langen Puff“, Kunsthistorisches Museum (1537),[17] wahrscheinlich Geschenk Georg Hörmanns an Ferdinand I.
- Holzmedaillon mit dem Porträt des Melchior von Ow, galvanoplastische Kopie im Landesmuseum Württemberg (um 1540)[18]
- Meerweibchen, Germanisches Nationalmuseum (um 1540)[19]

Beispielhafte Werke
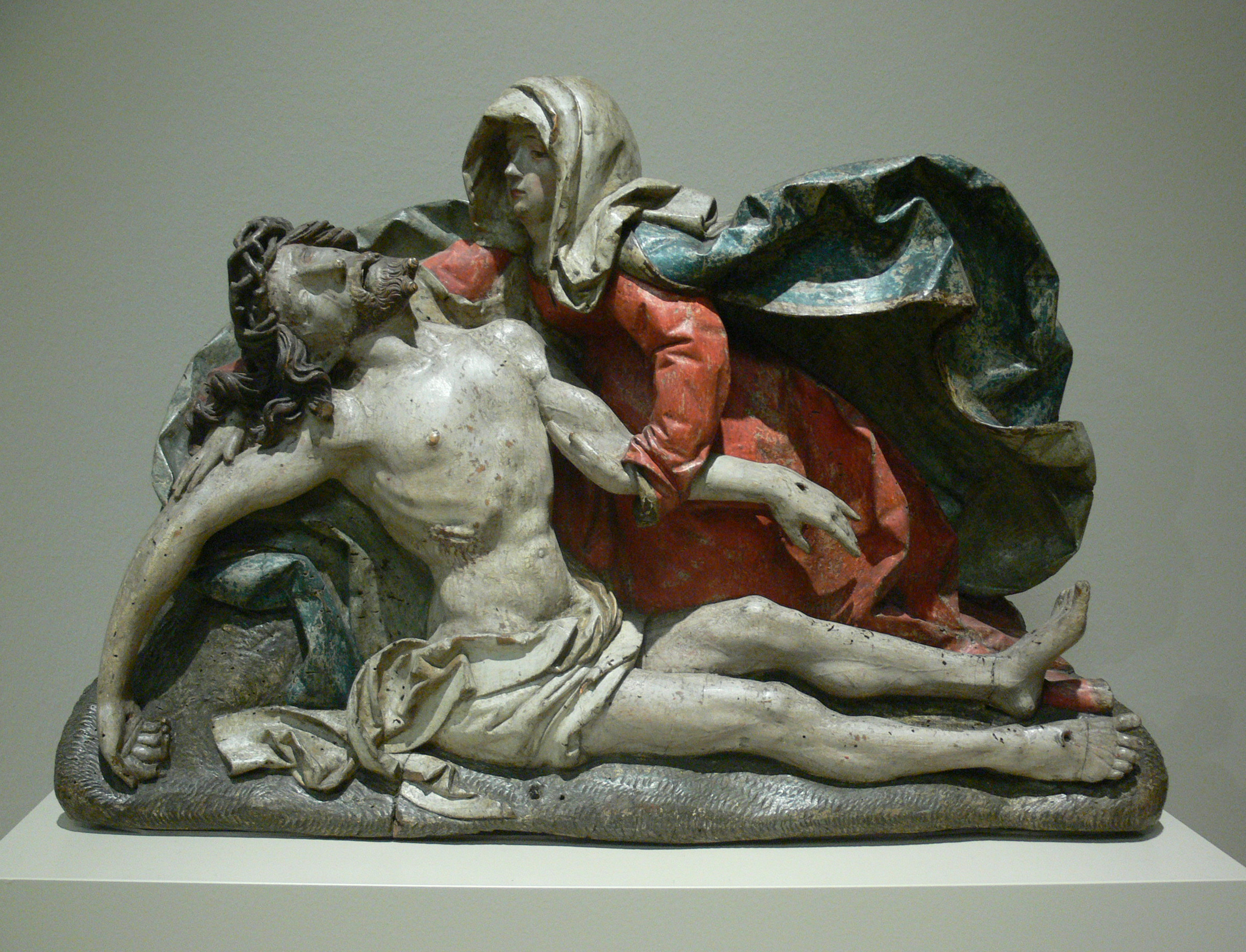
Pietà, um 1515, Kunstpalast Düsseldorf
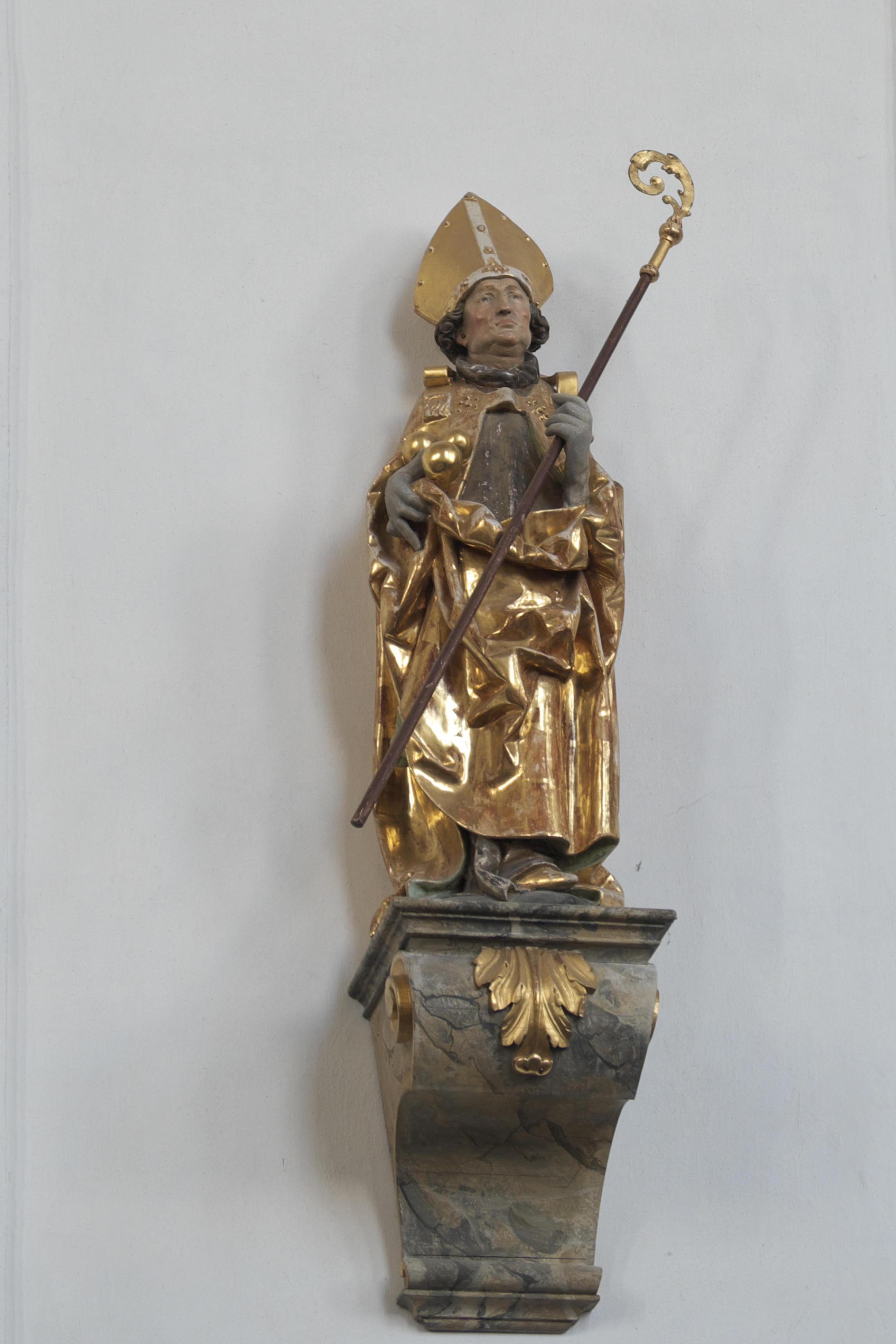
St. Nikolaus, um 1515–1520, Pfarrkirche Bernbeuren
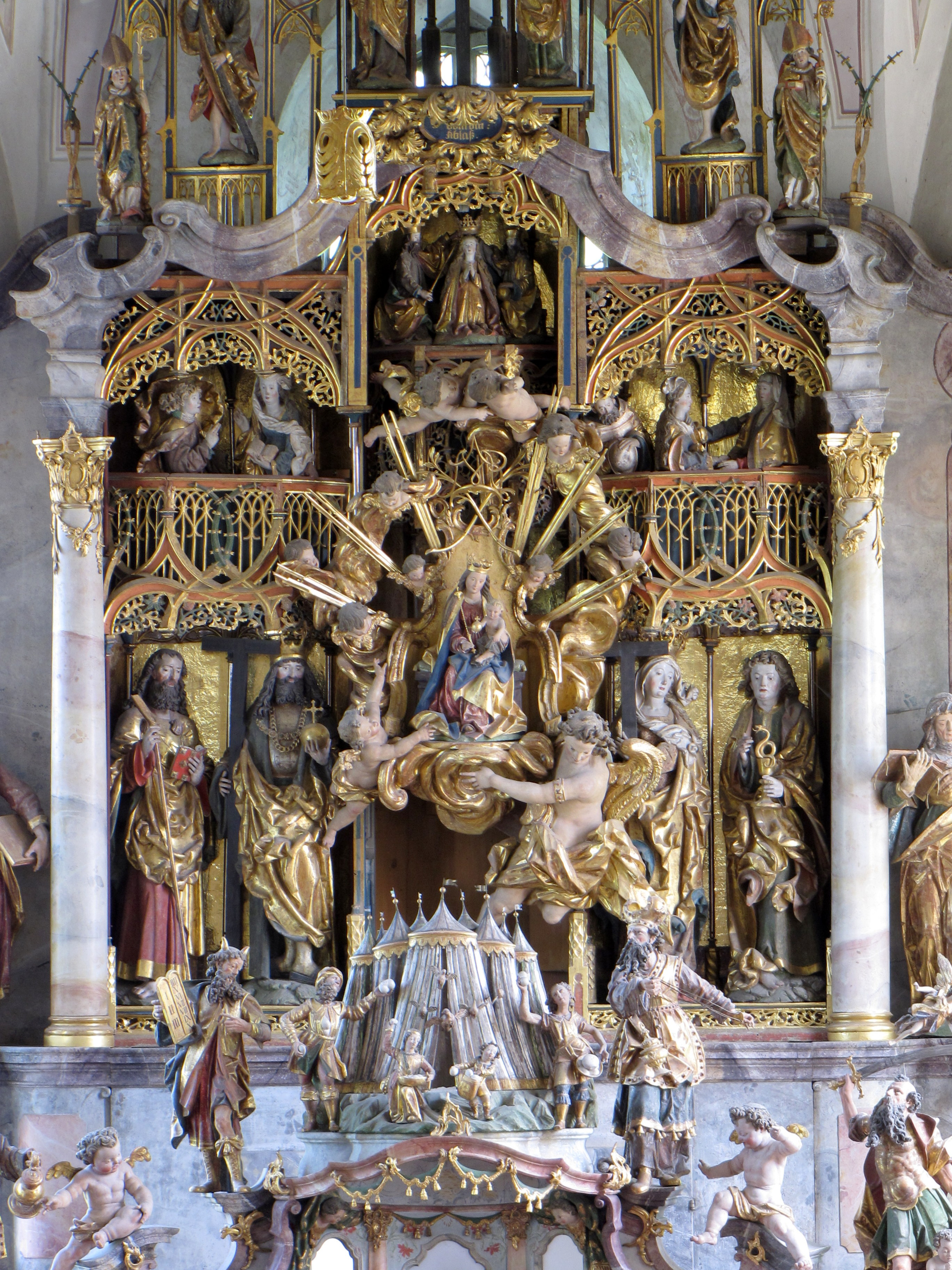
Hochaltar Maria Rain (Detail), 1519, Mittelberg
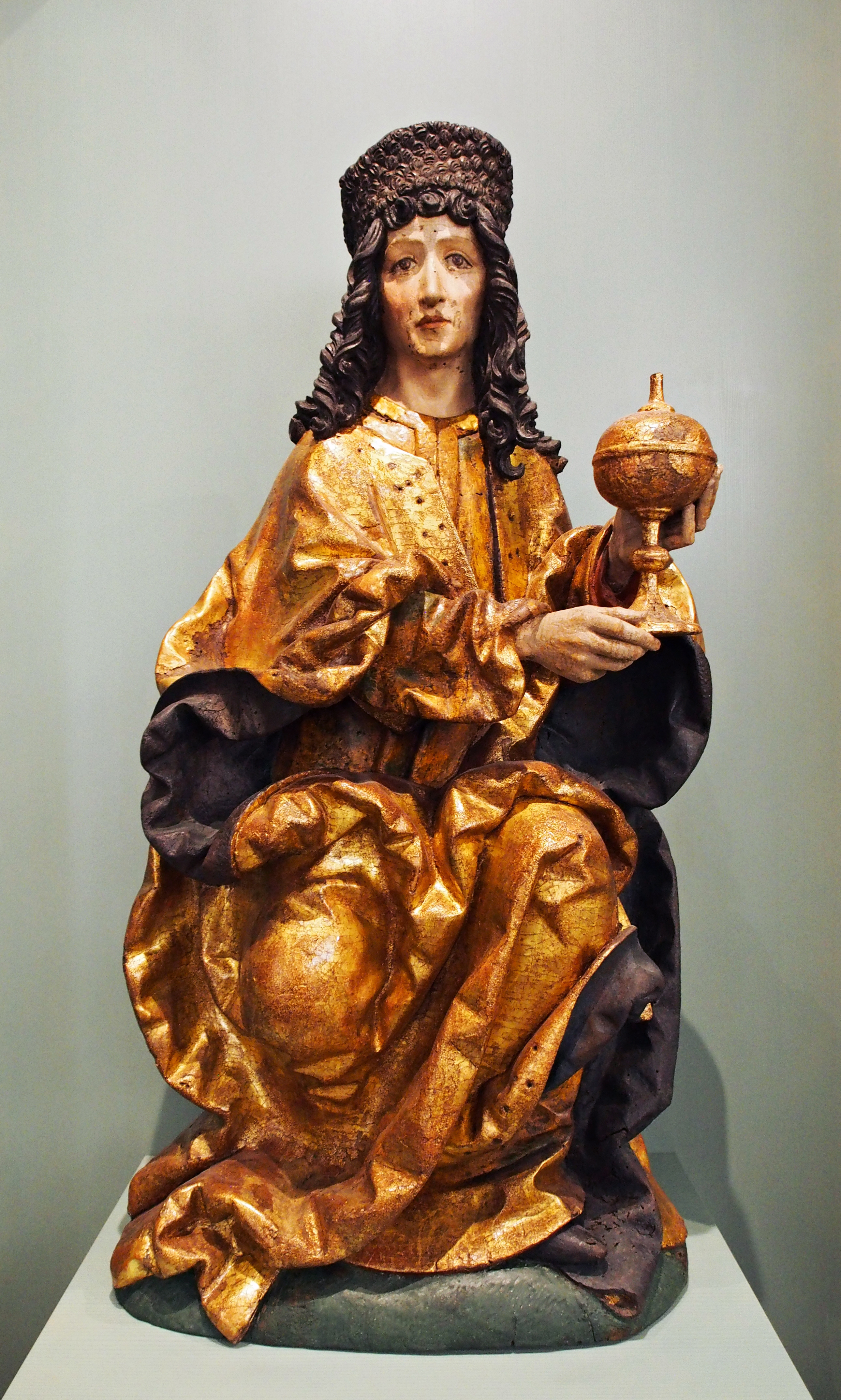
König aus einer Anbetungsgruppe, um 1520, Stadtmuseum Kaufbeuren
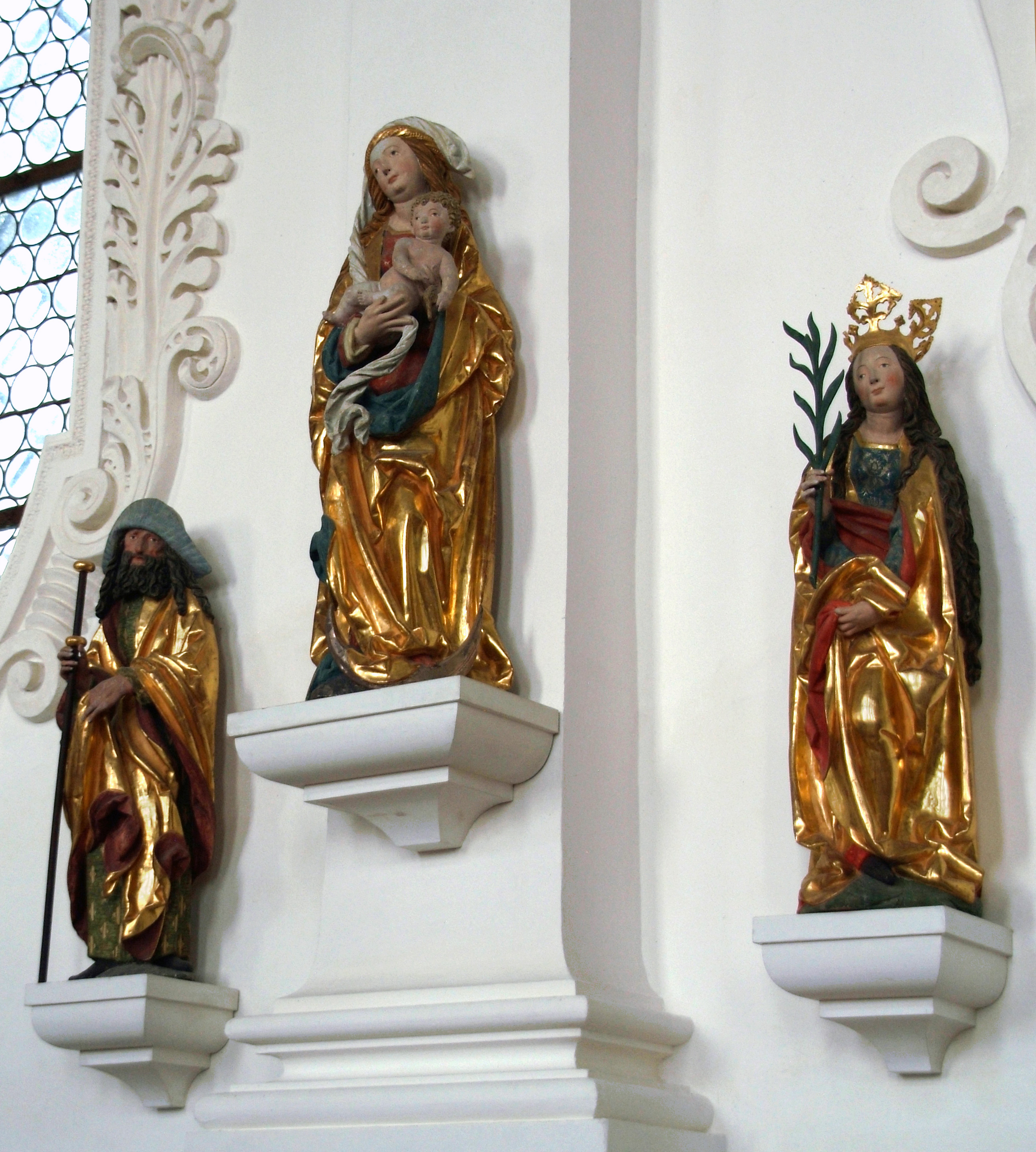
Hl. Koloman, Muttergottes und hl. Apollonia, um 1520, Kirche St. Coloman, Schwangau
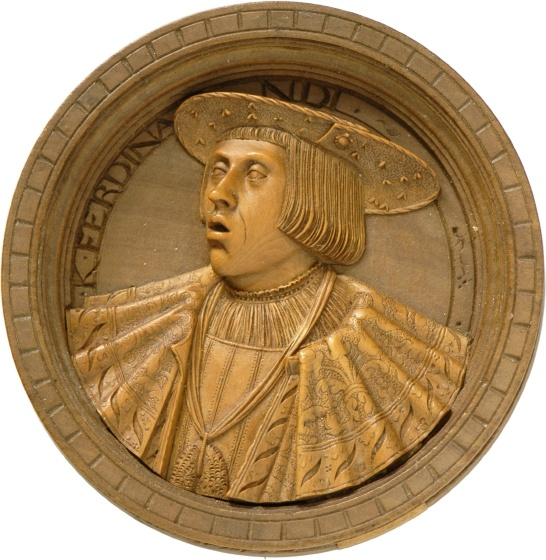
Spielstein mit dem Porträt von König Ferdinand I., um 1530, Landesmuseum Württemberg, Stuttgart
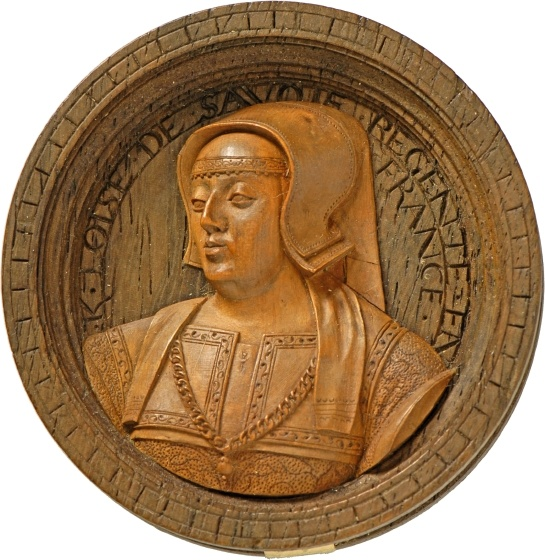
Spielstein mit dem Porträt von Louise von Savoyen, um 1530, Landesmuseum Württemberg, Stuttgart
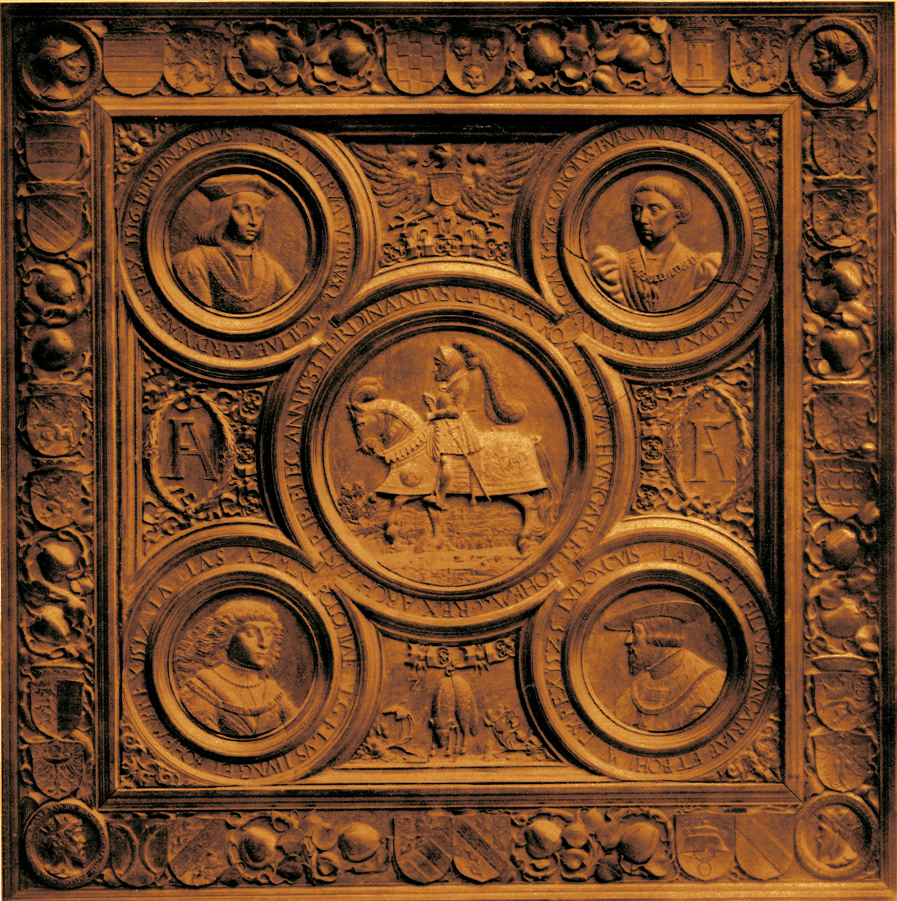
„Rechte“ Außenseite des Brettspiels für den „Langen Puff“, im Zentralmedaillon das Reiterbild Kaiser Ferdinands I., 1537, Kunsthistorisches Museum, Wien
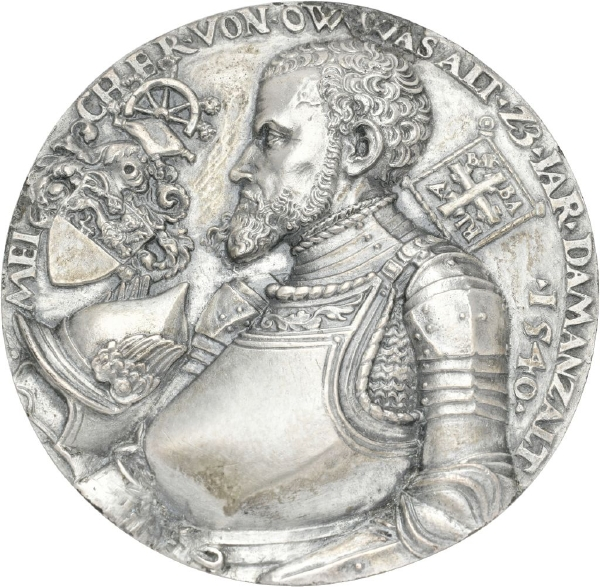
Galvanoplastik eines Holzmedaillons mit dem Porträt des Melchior von Ow, um 1540, Landesmuseum Württemberg, Stuttgart